# Šenzou 5
Šenzou 5 (engleska transliteracija: Shenzhou 5 (pojdnostavljeni kineski: 神舟五号; pinyin: shénzhōu wǔ hào), je prva kineska svemirska letjelica s ljudskom posadom, lansirana 15. listopada 2003.
Letjelica je lansirana na raketi Dugi marš 2F. Jedini član posade je bio 38-godišnji vojni pilot Yáng Lìwěi.

## Lansiranje
Shenzhou 5 lansiran je 15. listopada 2003. u 09:00 h (UTC +8) iz lansirnog centra Jiuquan, u pustinji Gobi, u kineskoj
pokrajini Gansu.
Letjelica je us1la u orbitu u 9:10h. Ovo je lansiranje učinilo Kinu trećom zemljom u povijesti, nakon SAD-a i
SSSRa, koja je uspjela samostalno poslati čovjeka u svemir. 

## Boravak u orbiti
Letjelica je objetjela Zemlju 14 puta u 21 sat. Ulazak u atmosferu započeo je u 6:04 h (UTC +8)  16. listopada (22:04 UTC 15. listopada
2003), a letjelica je prizemljena u 06:28 h (UTC +8), samo 4,8 kilometara od prevdiđene lokacije u Unutarnjoj mongoliji.
Yáng je iz kapsule izašao oko 15 minuta nakon prizemljenja. Kratko nakon toga, kontrolni centar u Pekingu objavio je da je misija uspjela.
Orbitalni modul je ostao u orbiti. Na njemu su nastavljeni automatizirani eksperimenti sve do 16. ožujka 2004., kada je letjelica izgubila na visini dovoljno da udari u atmosferu, te počela pad prema površini koji je trajao do 30. svibnja.

## Praćenje od strane kineskih medija
Iako su termini lasniranja i prizemljenja bili javno objavljeni dugo prije same misije, ni jedan ni drugi događaj nisu bili prikazani uživo, a vjeruje se da je razlog tome strah kineskih vlasti da bi eventualni neuspjeh mogao srušiti ugled zemlje. Vijesti o uspješnom lansiranju i prizemljenju objavljeni su na kineskoj televiziji samo nekoliko minuta nakon samih događaja. Stranim novinarima nije bio dozvoljen pristup mjestu lansiranja ni prizemljenja.
Nivo tajnosti kineskog programa, sudeći po ovoj misiji, može se postaviti između američkog (javna
lansiranja) i sovjetskog (veliki stupanj tajnosti).
Misija je u kineskim medijima zauzela mnogo više prostora od bilo koje aktualne teme. Uspjeh je u meidjima prikazan kao velika pobjeda
kineske znanosti i tehnologije. Takod1er, mnogo je paz1nje posvećeno činjenici da se Liwei u svemiru slikao ne samo s kineskom, vec i sa zastavom UN-a. Državni su mediji spominjali i sjemenke iz Tajvana koje su ponijete u svemir.

## Reakcije
Uspjeh misije je odjeknula po cijelom svijetu. Američki State Department pozdravio je ulazak Kine u uski krug zemalja koje
su sposobne poslati ljude u svemir.

## Poveznice
- Kineski svemirski program
- Program Šenzou
- Dugi marš

## Vanjske poveznice
- (engl.) http://space.com/missionlaunches/
- (engl.) http://www.astronautix.com/articles/couzhou5.htm
- (engl.) Spacefacts data about Shenzhou 5